# Слідами бременських музикантів
Слідами бременських музикантів (рос. По следам бременских музыкантов) — радянский мальований мультфільм 1973 року. Продовження мультфільму Бременські музики. Наступний мультфільм вийшов у 2000 році під назвою «Нові Бременські».

## Сюжет
Король, бажаючи, щоб його дочка була знайдена і повернута в замок, наймає детектива для виконання завдання. Він успішно викрадає і повертає принцесу назад у королівство, але Трубадур і його друзі-тваринки Бременські музиканти поспішають звільнити її. Переодягнувшись під іноземних рок-співаків, група відволікає короля та детектива, а Трубадур рятує своє кохання, і вони разом знову тікають.

## Творці
- Автори сценарію — Василій Ліванов, Юрій Ентін
- Текст пісень — Юрій Ентін
- Режисер — Василій Ліванов
- Художник-постановник — Макс Жеребчевський
- Композитор — Генадій Гладков
- Звукооператор — Віктор Бабушкін
- Оператор — Михайло Друян
- Диригент — Константин Крімець
- Художники-мультиплікатори — Олег Сафронов, Віолетта Колеснікова, Володимир Зарубін, Юрій Кузюрин, Тетяна Померанцова, Віктор Шевков, Леонід Бутирін, Володимир Крумін, Микола Куколев
- Асистенти-Єлена Новосельська, Алла Горева
- Монтажер — Єлена Тертична
- Редактор — Аркадій Снесарєв
- Директор картини — Любов Бутиріна

## У ролях
- Трубадур, Атаманша, Детектив — Муслім Магомаєв
- Принцеса — Ельміра Жерздева
- Король — Генадій Гладков
- Бременські музики, розбійники і придворні — Анатолій Горохов, Леонід Бергер і вокальний квартет